# Miejski Zakład Komunikacji w Bełchatowie

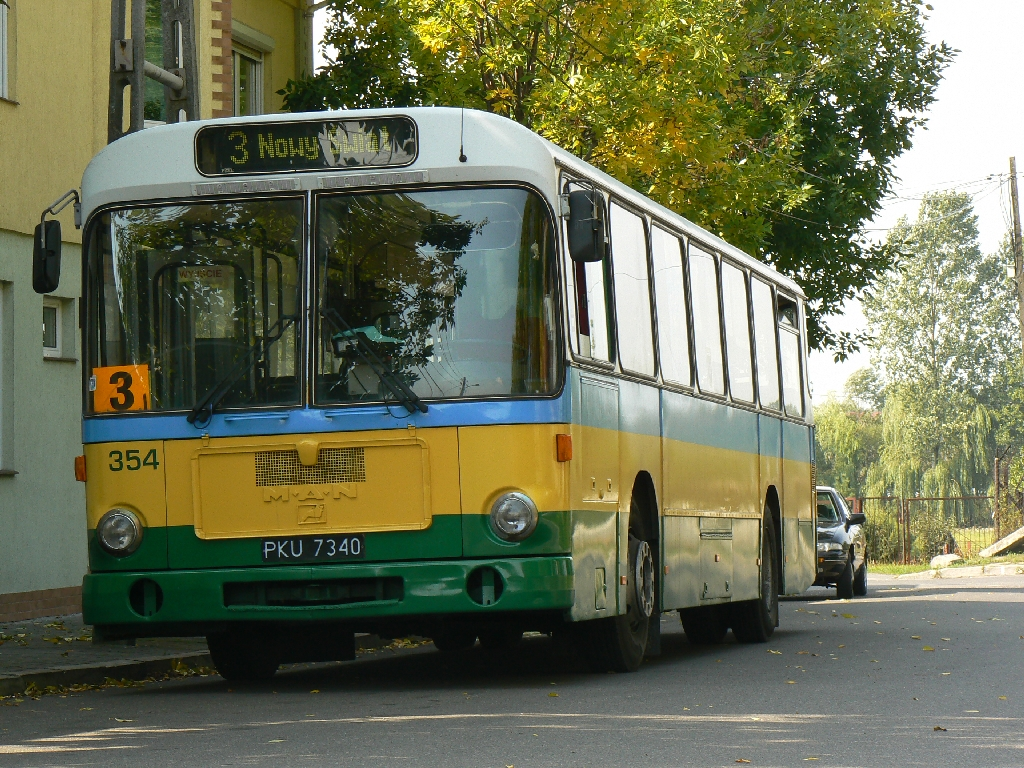
Autobus MAN SL200 na linii 3

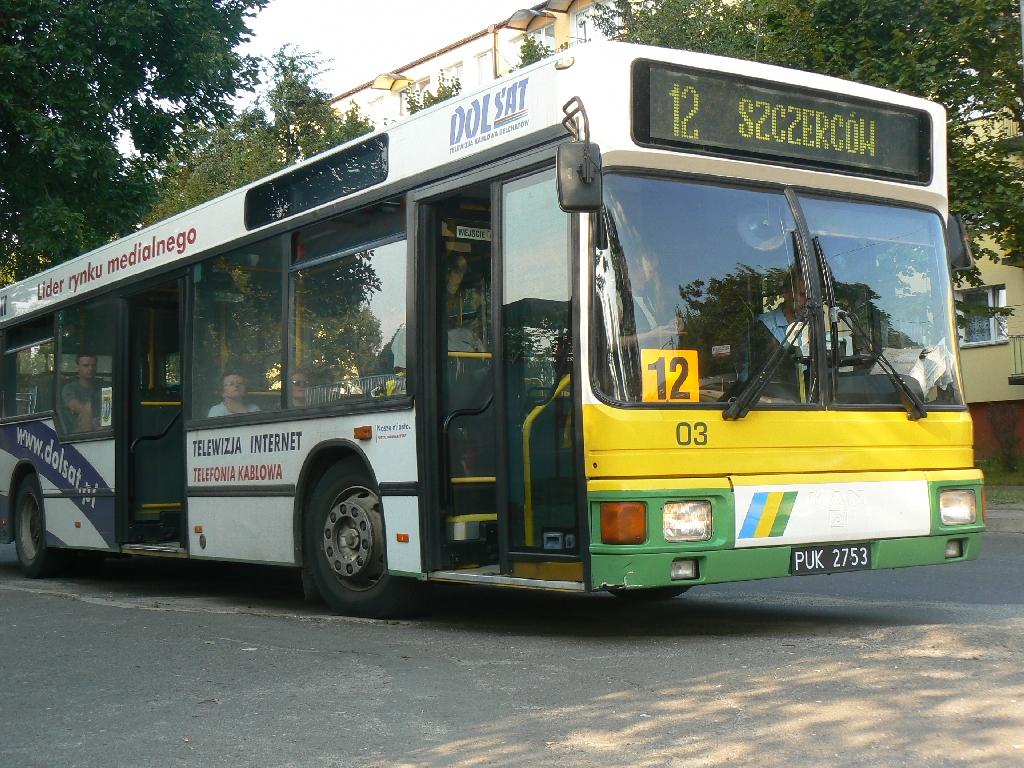
Autobus MAN NL222 na linii 12

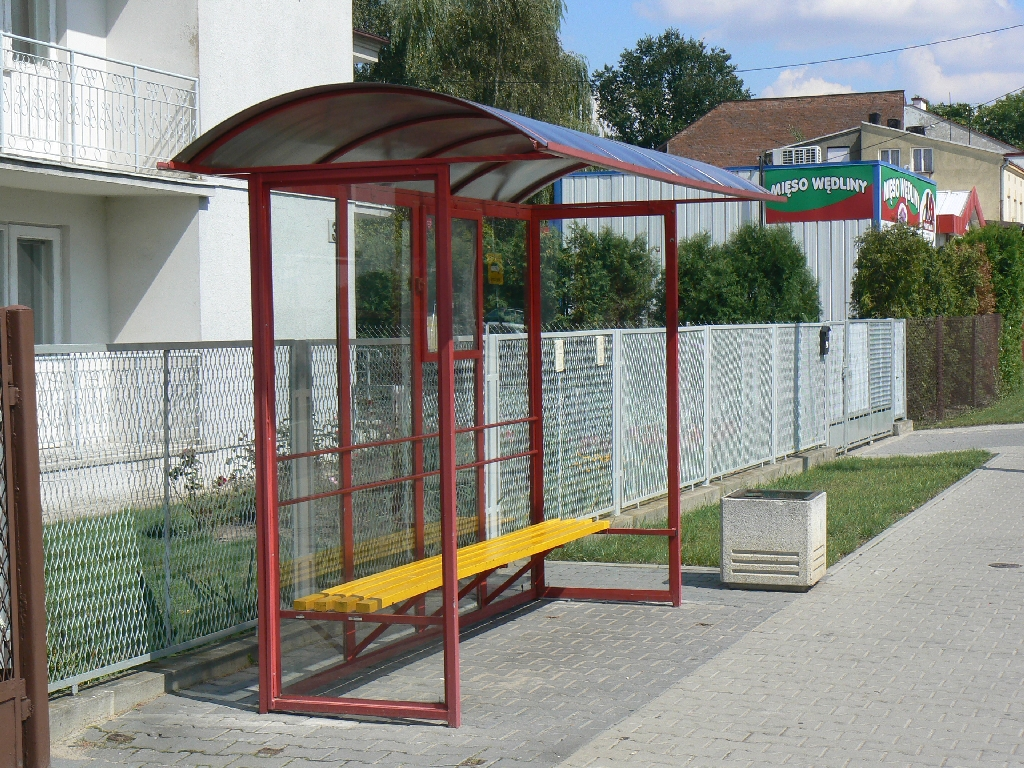
Przystanek MZK w Bełchatowie (ul. Mielczarskiego)

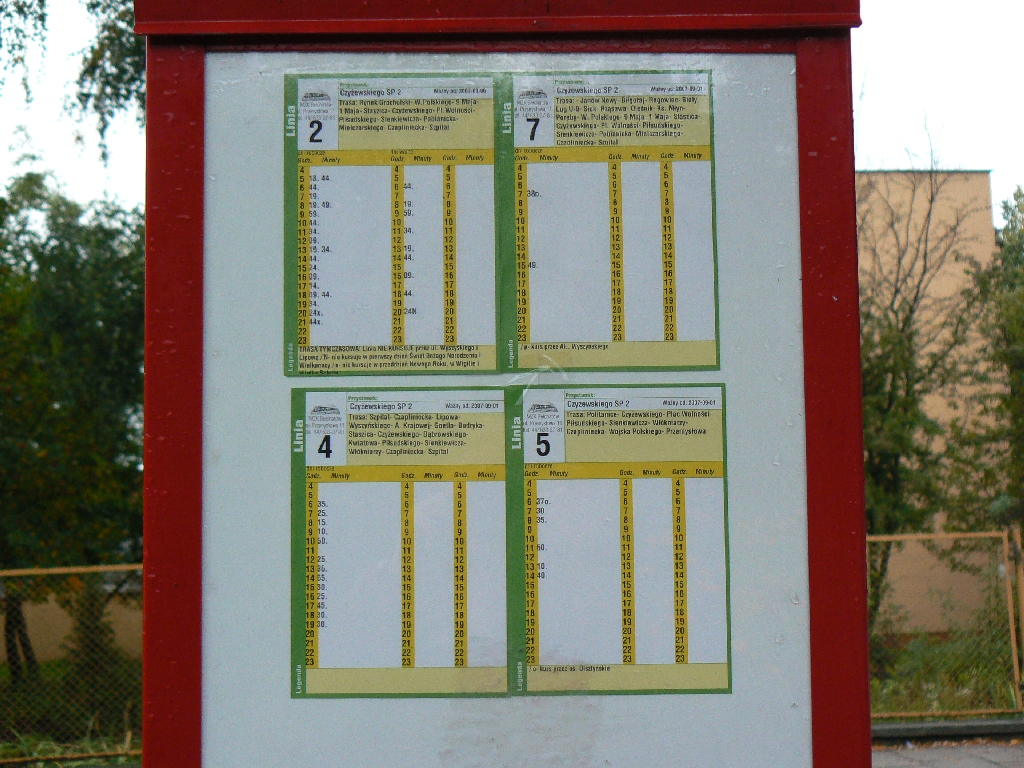
Rozkład jazdy MZK Bełchatów na przystanku autobusowym

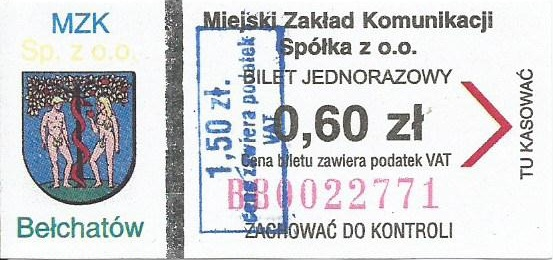
Bilet ulgowy jednorazowy MZK Bełchatów

Miejski Zakład Komunikacji Sp. z o.o. w Bełchatowie – przedsiębiorstwo obsługujące transport zbiorowy na terenie Bełchatowa. Do grudnia 2008 MZK zapewniał również usługi komunikacyjne w obrębie powiatu bełchatowskiego oraz poza nim.

## Historia
Początek komunikacji miejskiej w Bełchatowie datuje się na połowę lat 70. XX wieku, kiedy to w Bełchatowie pojawiły się pierwsze autobusy należące do Miejskiego Zakładu Komunikacyjnego w Piotrkowie Trybunalskim. Została uruchomiona linia nr 10, kursująca na trasie Bełchatów - Piotrków Trybunalski. 25 października 1978 roku powstały w Bełchatowie pierwsze linie autobusowych komunikacji miejskiej, które obsługiwane były przez Wojewódzkie Przedsiębiorstwo Komunikacji w Piotrkowie Trybunalskim, Zakład Komunikacji Miejskiej w Piotrkowie Trybunalskim. Wykorzystywano autobusy Autosan H9-35 firmy Autosan z Sanoka. Zajezdnia autobusowa znajdowała się wówczas na placu Przedsiębiorstwa Gospodarki Komunalnej i Mieszkaniowej w Bełchatowie (przy ul. Harcerskiej).
Następnym krokiem w budowaniu komunikacji miejskiej w Bełchatowie było utworzenie Placówki Terenowej Komunikacji Miejskiej w Bełchatowie (filii Zakładu Komunikacji Miejskiej w Piotrkowie) 1 września 1979 roku, zaś od 5 listopada tego roku na terenie wydzierżawionym od Przedsiębiorstwa Budownictwa Kolejowego w Łodzi (na ulicy Wojska Polskiego 126) umiejscowiono tymczasową zajezdnię. Została ona przeniesiona w 1981 r. na teren dworca PKS (przy ulicy Sienkiewicza), następnie zaś do bazy PKS (ulica Przemysłowa 2). W 1981 komunikacja miejska została zlikwidowana, a jej działalność wznowiono dopiero 15 grudnia 1982 r. Uruchomiono linię okrężną Grocholice-Grocholice  (Grocholice od 1977 są włączone do obszaru administracyjnego Bełchatowa). Tymczasową zajezdnię zlokalizowano – jak na początku 1981 – na terenie bazy PKS (ulica Przemysłowa). Ówczesny tabor autobusowy składał się z 3 Jelczy PR110U (w 1983 roku, kiedy zajezdnię przeniesiono po zlikwidowaniu bazy Spółdzielni Kółek Rolniczych Domiechowice na ul. Czapliniecką, liczba autobusów typu Jelcz PR110U wrosła do 8; obsługiwały one 4 linie – stan w lipcu). Następną zajezdnią stała się baza Elektromontażu w Zdzieszulicach Dolnych (1984 rok).
26 lutego 1985 roku nastąpiło usamodzielnienie się bełchatowskiej placówki komunikacji miejskiej. Powstaje Zakład Komunikacji Miejskiej w Bełchatowie. W tym roku też nastąpiła reorganizacja firmy. W ramach zakładu kursowało 7 linii (w tym 2 podmiejskie). Dodatkowo do Bełchatowa dojeżdżały 2 linie międzymiejskie z Piotrkowa Trybunalskiego (22 oraz 22 bis) obsługiwane przez WPKM Piotrków Tryb., ZKM Piotrków Tryb. Już rok później nastąpiło ograniczenie linii do 5  (w tym jedna międzymiejskiej do Piotrkowa Trybunalskiego, obsługiwana przez piotrkowskie przedsiębiorstwo komunikacji).
1 kwietnia 1987 roku zakład Komunikacji Miejskiej w Bełchatowie ponownie staje się Placówką Zakładu Komunikacji Miejskiej w Piotrkowie Trybunalskim i taki stan utrzymywał się do 1 stycznia 1991 roku, kiedy po rozpadzie Piotrkowskiego zakładu wyodrębniła się 5 samodzielnych przedsiębiorstw, w tym Miejski Zakład Komunikacji w Bełchatowie. W międzyczasie zostaje zamknięta zajezdnia w Zdzieszulicach, a w jej miejsce wybudowana zostaje nowa zajezdnia na ulicy Przemysłowej 11, która jest zajezdnią bełchatowskiego przedsiębiorstwa do dzisiaj.
Lata 90 to proces zwiększania obsługiwanych linii (głównie o linie pozamiejskie), stopniowa modernizacja (szczególnie latach 1994-1998) oraz zwiększanie taboru MZK Bełchatów, do aktualnego stanu 25 pojazdów.
1 lipca 1993 decyzją Rady Miejskiej (uchwała Rady Miejskiej w Bełchatowie nr 12/II/93) MZK Bełchatów zostało przekształcone w spółkę z o.o.
1 kwietnia 2002 roku w zajezdni na ul. Przemysłowej powstał serwis pojazdów MAN.
Od stycznia 2009 nastąpiło zmniejszenie ilości obsługiwanych linii do 8 (wyłącznie w granicach administracyjnych Bełchatowa), zaś w październiku 2010 rozszerzenie ich do 9 (wprowadzono linię 7 na trasie Przemysłowa-Nowa/Żabia).

## Zajezdnie (lokalizacja)
- ul. Harcerska (lata 70.)
- ul. Wojska Polskiego 126 (lata 1979 - 1981)
- ul. Henryka Sienkiewicza (na dworcu autobusowym) 1981 r.
- ul. Przemysłowa 2, Baza PKS (od 1981 r. do likwidacji)
- ul. Przemysłowa Baza PKS po wznowieniu działalności 1982 r.
- Zdzieszulice Dolne, baza Elektromontażu 1984 r.
- nowa zajezdnia na ul. Przemysłowej 11 - aktualna baza MZK (od 1988)

## Tabor[1]
| Model autobusu                                                 | Nr taborowe                                                    | Eksploatacja od                                                | Eksploatacja do                                                | przewóz osób na wózkach                                        | Ilość |
| -------------------------------------------------------------- | -------------------------------------------------------------- | -------------------------------------------------------------- | -------------------------------------------------------------- | -------------------------------------------------------------- | ----- |
| Autosan Solina                                                 | #11 #12                                                        | 2010                                                           | 2022                                                           | przewóz osób na wózkach                                        | 2     |
| MAN NL 222                                                     | #01 #02 #03 #04 #05 #06 #07 #08 #09                            | 1998                                                           | #01, #03, #04, #05, #06, #07, #08, #09 do 2019 #02 do 2023     | przewóz osób na wózkach                                        | 9     |
| Solaris Urbino 12 III                                          | #10 #13 #14 #15 #16 #17 #18 #19 #20                            | 2022 2011                                                      |                                                                | przewóz osób na wózkach                                        | 9     |
| Solaris Urbino 12 IV                                           | #21 #22 #23                                                    | 2019                                                           |                                                                | przewóz osób na wózkach                                        | 3     |
| Solaris Urbino 12 IV electric                                  | #100 #101 #102 #103                                            | 2019 2023                                                      |                                                                | przewóz osób na wózkach                                        | 4     |
| Liczba pojazdów                                                | Liczba pojazdów                                                | Liczba pojazdów                                                | Liczba pojazdów                                                | Liczba pojazdów                                                | 16    |
| Udział autobusów niskopodłogowych i niskowejściowych we flocie | Udział autobusów niskopodłogowych i niskowejściowych we flocie | Udział autobusów niskopodłogowych i niskowejściowych we flocie | Udział autobusów niskopodłogowych i niskowejściowych we flocie | Udział autobusów niskopodłogowych i niskowejściowych we flocie | 100%  |